# Marie Haldová
Marie Haldová (nepřechýleně Marie Hald; * 10. srpna 1987 Aalborg) je dánská fotografka vystudovaná v oboru fotožurnalistika na Dánské škole médií a žurnalistiky.

## Životopis
Studovala semestr na Mezinárodním centru fotografie v New Yorku a v roce 2013 promovala jako fotožurnalistka. Ve stejném roce vyhrála cenu za Press Photo of the Year a cenu na World Press Photo za svou fotoreportáž o Bonnie, dánské sexuální pracovnici a matce tří dětí.
V roce 2016 se stala členkou skandinávské agentury Moment Agency zastoupené Institutem Artist Management v Londýně a Kalifornii.
Haldová v roce 2018 otevřela svou první samostatnou výstavu v muzeu fotografií „Fotografiska“ ve Stockholmu ve Švédsku. V témže roce vyhrála Portrét roku, Press Photo of the Year za fotografii obézní aktivistky Helene.
V posledních letech fotografuje v tématech souvisejících s tělesným aktivismem a poruchami příjmu potravy.